# Ruhaegres
Ruhaegres (románul Agriș, korábban Ruha) falu Romániában, Erdélyben, Kolozs megyében.

## Fekvése
Tordától 30 km-re nyugatra, a Gyalui-havasok tövében fekszik.

## Nevének eredete
Nevének előtagja vsz. egykori birtokosára, utótagja égerfákra vonatkozik. Román neve azonos az egresbokor elnevezésével. Először 1358-ban Agris, 1456-ban Egrus néven említették. Előtagját először 1760–1762-ben jegyezték fel: Ruha-Egres. Román neve 1839-ben Agrits.

## Története
Román falu volt Torda, majd 1876-tól Torda-Aranyos vármegyében.

## Népessége
- 1900-ban 638 román anyanyelvű lakosából 615 volt ortodox, 15 görögkatolikus és 7 zsidó vallású.
- 2002-ben 510 lakosából 508 volt román nemzetiségű; 457 ortodox vallású.